# Aabenraa (municipio)
El municipio de Aabenraa (en danés: Aabenraa Kommune o Åbenrå Kommune; en alemán: Kommune Apenrade) es un municipio en la región de Dinamarca Meridional en el suroeste de Dinamarca. Ha existido en su forma actual desde el 1 de enero de 2007 tras la fusión de varios municipios más pequeños. Tiene una superficie de 941,55 km² y una población total de 59.600 en 2012. La ciudad principal y donde se localiza el ayuntamiento es la ciudad de Aabenraa. El alcalde es Tove Larsen, representando a los socialdemócratas.
La isla de Barsø está situada al noroeste del municipio, y está conectado por un servicio de ferry desde la ciudad de Løjt Kirkeby. Una parte de la minoría alemana que vive en Dinamarca está establecida en Aabenraa, publicándose un periódico en alemán, Der Nordschleswiger.
De 1864 a 1920, la región formaba parte de Prusia, enclavada en la provincia de Schleswig-Holstein, y como parte de aquella, parte de la Confederación Alemana del Norte y, desde 1871 en adelante, del Imperio alemán. 

## Municipio anterior
Entre 1970-2006 Aabenraa estaba rodeado por el municipio de Lundtoft al sur y al este, y Rødekro y Tinglev al oeste. Como se encuentra en parte en una península, estaba rodeada de agua por tres lados: por el lado sur el fiordo de Aabenraa, apertura al Pequeño Belt por el este de la península, y por la parte norte la bahía de Genner (Genner Bugt). El municipio, incluyendo la isla de Barsø, cubría un área de 129 km² con una población total de 22.132 (2005). Su último alcalde fue Poul Thomsen, miembro del Venstre.
El nuevo municipio se formó el 1 de enero de 2007 como resultado de la Kommunalreformen ("la reforma municipal" de 2007) en la que el anterior municipio se fusionó con Bov, Lundtoft, Rødekro y Tinglev.

## Localidades
| Localidades más pobladas de Aabenraa |              |                  |
| N.º                                  | Localidad    | Población (2018) |
| 1                                    | Aabenraa     | 16.274           |
| 2                                    | Rødekro      | 6.111            |
| 3                                    | Padborg      | 4.335            |
| 4                                    | Tinglev      | 2.790            |
| 5                                    | Løjt Kirkeby | 2.286            |
| 6                                    | Hjordkær     | 1.625            |
| 7                                    | Kruså        | 1.593            |
| 8                                    | Bylderup-Bov | 1.325            |
| 9                                    | Kliplev      | 1.225            |
| 10                                   | Bolderslev   | 1.235            |